# Янг, Брэдфорд
Брэдфорд Янг (англ. Bradford Young; род. 6 июля 1977, Луисвилл, Кентукки, США) — американский кинооператор. Номинировался на премию «Оскар» за лучшую операторскую работу в фильме «Прибытие».

## Биография
Родился 6 июля 1977 года в городе Луисвилл, штат Кентукки. Его семье принадлежит похоронное бюро, которым они владеют уже четыре поколения. Семейным делом Брэдфорд заниматься не захотел, и поэтому переехал в Чикаго когда ему было 15 лет, чтобы жить со своим отцом. Учился в Говардском университете города Вашингтон, где попал под сильное влияние эфиопского режиссера Хаиль Герима. Операторскую карьеру начинал с участия в короткометражных и документальных фильмах. В 2012 году вышел документальный фильм «Бок о бок», где он появляется в роли самого себя.
Является членом Американского общества кинооператоров с 2015 года.

## Фильмография

### Оператор
- 2019 — Когда они нас увидят / When They See Us (реж. Ава Дюверней)
- 2018 — Хан Соло. Звёздные войны: Истории / Solo: A Star Wars Story (реж. Рон Ховард)
- 2016 — Прибытие / Arrival (реж. Дени Вильнёв)
- 2014 — Сельма / Selma (реж. Ава Дюверней)
- 2014 — Самый жестокий год / A Most Violent Year (реж. Джей Си Чендор)
- 2014 — Жертвуя пешкой / Pawn Sacrifice (реж. Эдвард Цвик)
- 2013 — В бегах / Ain’t Them Bodies Saints (реж. Дэвид Лоури)
- 2013 — Мать Джорджа / Mother of George (реж. Эндрю Досунму)
- 2012 — На полпути в никуда / Middle of Nowhere (реж. Ава Дюверней)
- 2011 — Отверженная / Pariah (реж. Ди Риис)
- 2011 — Беспокойный город / Restless City (реж. Эндрю Досунму)
- 2009 — Между нами / Entre nos (реж. Глория Ла Морте и Паола Мендоса)

## Награды и номинации
- Кинофестиваль «Сандэнс»
  - Лауреат 2011 года за фильм «Отверженная»[6]
  - Лауреат 2013 года за фильмы «Мать Джорджа» и «В бегах»[6]

- Международный фестиваль искусства кинооператоров Camerimage — «Серебряная лягушка» 2016 года за фильм «Прибытие»[7]

- Премия «Оскар» за лучшую операторскую работу — номинировался в 2017 году за фильм «Прибытие»[2]

- Премия BAFTA за лучшую операторскую работу — номинировался в 2017 году за фильм «Прибытие»[8]

- Премия Американского общества кинооператоров — номинировался в 2016 году за фильм «Прибытие»[9]

- Премия «Независимый дух» за лучшую операторскую работу — номинировался в 2015 году за фильм «Сельма»[6]